# Carta del Bosque

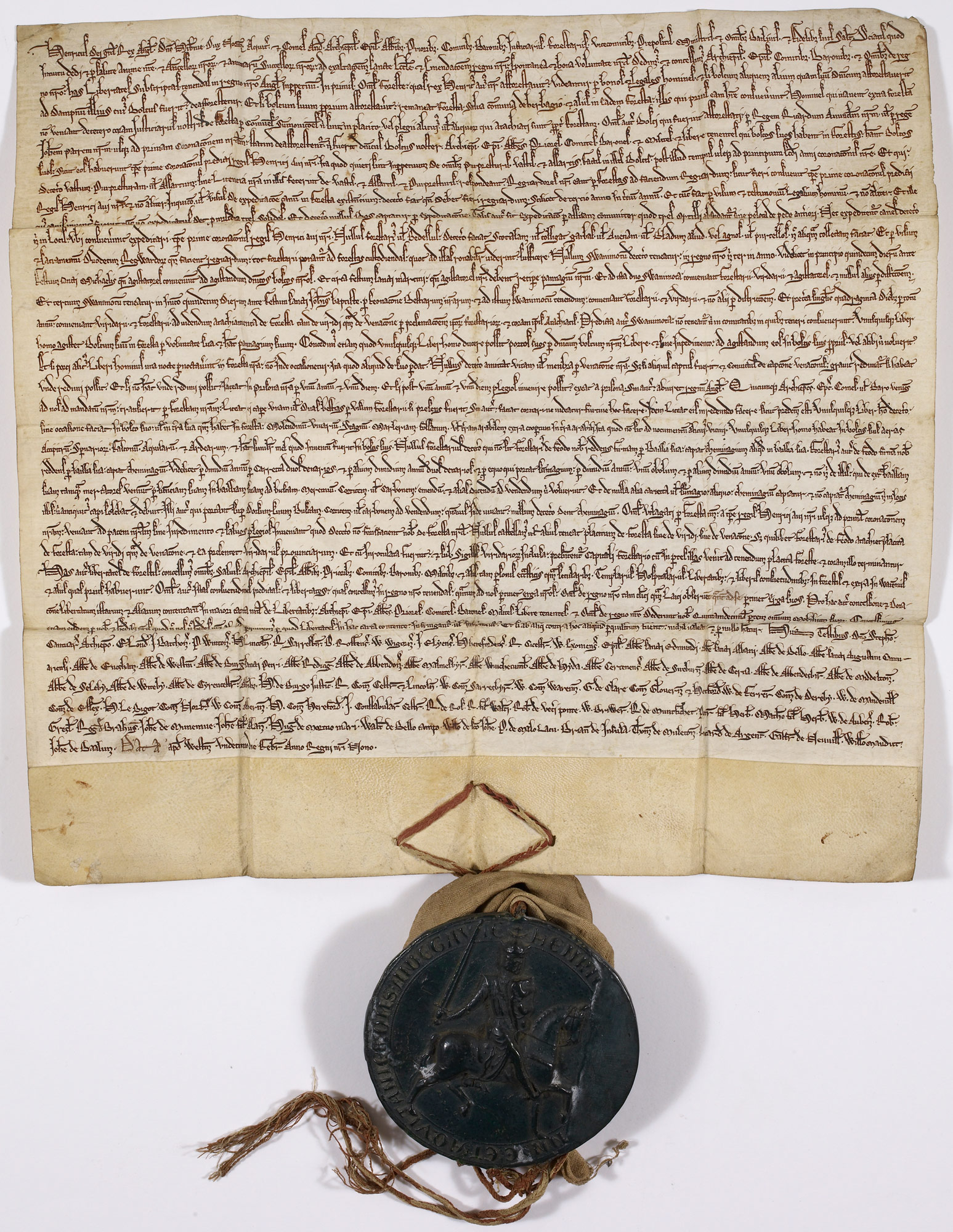
Carta del bosque, reedición de 1225, en poder de la Biblioteca Británica

La Carta del Bosque de 1217 (en latín, Carta Foresta) es una carta que restableció los derechos de los hombres libres de Inglaterra para acceder al bosque real y que habían sido conculcados por Guillermo el Conquistador y sus herederos. Muchas de sus disposiciones estuvieron vigentes durante siglos después. Originalmente fue sellado en Inglaterra por el joven rey Enrique III, actuando bajo la regencia de William Marshall, primer conde de Pembroke. Fue en muchos sentidos un documento adjunto a la Carta Magna. La Carta corrigió algunas aplicaciones de la Ley forestal anglo-normanda que William Rufus había ampliado y explotado.

## Historia
El concepto de "bosque"  para los normandos significaba un área cerrada donde el monarca (o, a veces, otro noble) tenía derechos exclusivos sobre la caza y aprovechamiento forestal base de su sustento. No consistía solo en árboles, sino que incluía grandes áreas comunales como páramos, pastizales y humedales, productoras de alimentos, pastoreo y otros recursos. Las tierras se volvieron cada vez más restringidas a medida que el rey Ricardo y el rey Juan designaron áreas cada vez más grandes como bosque real. En su mayor extensión, el bosque real cubría aproximadamente un tercio de la tierra del sur de Inglaterra. Por lo tanto, se convirtió en una dificultad cada vez mayor para la gente común tratar de cultivar, forrajear y utilizar la tierra en la que vivían.     
La Carta del Bosque se emitió por primera vez el 6 de noviembre de 1217 en la Catedral de San Pablo de Londres, como una carta complementaria a la Carta Magna a partir de la cual había evolucionado. Fue reeditada en 1225 con una serie de cambios menores en la redacción, y luego se unió a la Carta Magna en la confirmación documental de 1297.
En una época en la que los bosques reales eran la fuente potencial más importante de combustible para cocinar y calentar e industrias como la quema de carbón y de derechos tan defendidos como los aprovechamiento de las montaneras (pasto para cerdos), de leña (recolección de leña), de pastos (pastoreo) o de turbas (corte de césped para combustible), esta carta fue casi única en proporcionar un grado de protección económica para los hombres libres que usaban el bosque para buscar comida y pastar a sus animales. A diferencia de la Carta Magna, que se ocupaba de los derechos de los barones, devolvió al hombre común algunos derechos, privilegios y protecciones reales contra los abusos de una nobleza invasora. Durante muchos años fue considerada como un desarrollo de gran importancia en la historia constitucional de Inglaterra, con el gran jurista del siglo XVII Sir Edward Coke refiriéndose a ella junto con la Carta Magna como las Cartas de las Libertades de Inglaterra, y Sir William Blackstone comentando en el siglo XVIII que: 
 

"There is no transaction in the antient part of our English history more interesting and important, than … the charters of liberties, emphatically stiled THE GREAT CHARTER and CHARTER OF THE FOREST …"
No hay ninguna transacción en la parte antigua de nuestra historia inglesa más interesante e importante, que (...) las cartas de las libertades, enfáticamente reseñadas por la CARTA MAGNA y la CARTA DEL BOSQUE ...

## Contenidos

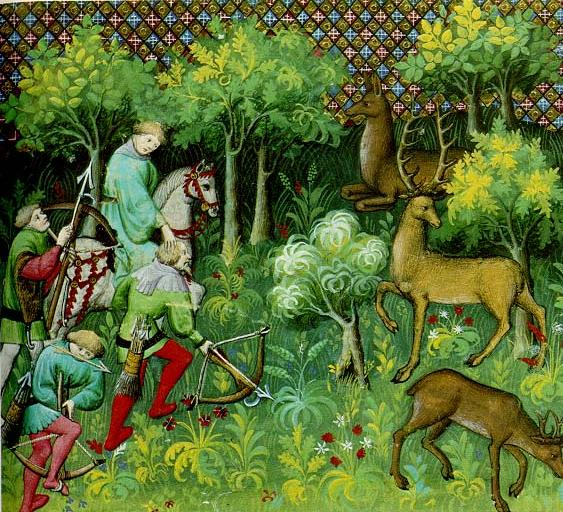
Un bosque medieval, de Livre de chasse (1387) de Gastón III, conde de Foix.

## Desarrollo
En tiempos de los Tudor, la mayoría de las leyes servían principalmente para proteger la madera en los bosques reales. Sin embargo, algunas cláusulas en las Leyes de los Bosques permanecieron vigentes hasta la década de 1970, y todavía existen tribunales especiales en el New Forest y el Bosque de Dean. A este respecto, la Carta fue el estatuto que permaneció más tiempo en vigor en Inglaterra (de 1217 a 1971), siendo finalmente reemplazado por la Ley de 1971 sobre las criaturas salvajes y las leyes forestales.     
Para marcar los 800 años de la Carta del Bosque, en 2017 la Woodland Trust y otras más de 50 organizaciones del sector unieron fuerzas para crear y lanzar una Carta para Árboles, Bosque y Personas, reflejando la relación moderna con árboles y bosque en el paisaje para personas en el Reino Unido.

## Importancia
Según Guy Standing, la Carta "no se refería a los derechos de los pobres, sino a los derechos de los libres. Por su tiempo y lugar, fue una afirmación radical de la universalidad de la libertad, su comunidad".

## Copias sobrevivientes
Se afirma que solo dos copias de la Carta del Bosque de 1217 sobreviven, pertenecientes a la Catedral de Durham y la Catedral de Lincoln. La copia de Lincoln normalmente se exhibe en la Bóveda de la Carta Magna de David PJ Ross en el Castillo de Lincoln, junto con la copia de la Carta Magna de Lincoln. Un manuscrito de la reedición de 1225 escapó por poco de la destrucción en 1865 y ahora está disponible en la Biblioteca Británica (Add. Ch. 24712).
Sin embargo, hay otra copia recientemente descubierta de la Carta del Bosque en Sandwich Guildhall Museum en Kent.

## En la cultura popular
La Carta ha inspirado el nombre de la ópera leída La Carta del Bosque, que trata temas como la relación de las personas libres con el poder, que fueron codificados en una forma por la Carta original del Bosque.